# Onthophagus paramasaoi
Onthophagus paramasaoi là một loài bọ cánh cứng trong họ Bọ hung (Scarabaeidae).